# ココ・ソロ

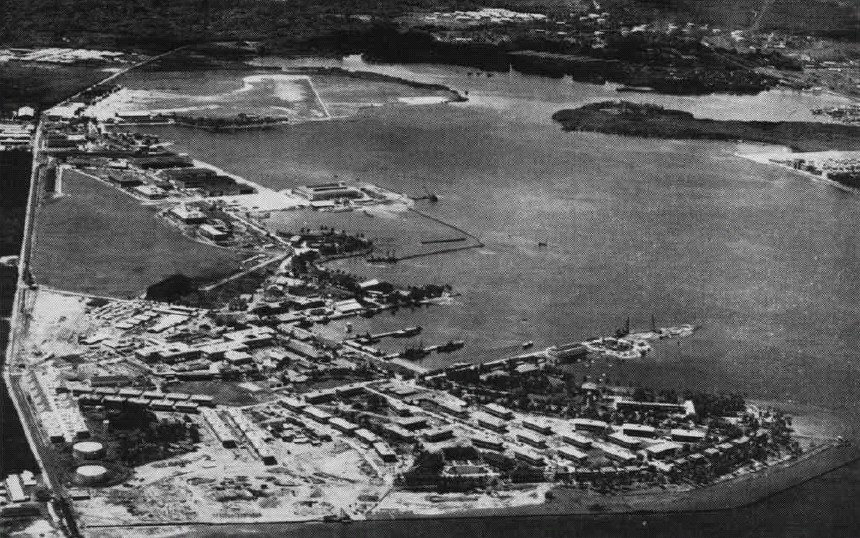
ココ・ソロの航空写真、1941年

ココ・ソロ (Coco Solo) は、アメリカ海軍の潜水艦基地。1918年にパナマ運河地帯で設立された。1960年代までにココ・ソロを拠点とする艦艇はなくなり、支援スタッフとその住宅が残るのみであった。
ココ・ソロ病院は1941年の夏に造られた。1941年12月17日にルーズベルト大統領が、パナマ運河地帯を拡張するという大統領命令8981号に署名し、同地域はパナマ運河地帯の一部となった。
第二次世界大戦中にココ・ソロは海軍航空隊の設備が増設され、P-38航空隊の収容基地として使用された。
1980年代初めから1990年代半ばまでココ・ソロはアメリカ海軍、海兵隊、陸軍によって、ガラテア島設備の操作支援人員が居住・管理するための設備として使用された。
1999年にパナマ運河がパナマの管理下に入ると、ココ・ソロおよびガラテア島でのアメリカ軍の活動は終了した。
ココ・ソロは現在、2つの大きなコンテナヤードを持ち、そのうちの1つ、マンサニヨ国際ターミナルはラテンアメリカでも最大規模のコンテナヤードである。
ジョン・マケイン上院議員はココ・ソロで生まれた。彼の出生証明書にはパナマ共和国のコロンで生まれたと記されている。